# 훈춘시
훈춘시(중국조선어: 훈춘시, 한국 한자음: 혼춘시, 만주어: ᡥᡠᠨᠴᡠᠨ, 중국어 간체자: 珲春市, 병음: Húnchūn shì)는 중화인민공화국 지린성 옌볜 조선족 자치주의 동부에 위치한 현급시로, 조선민주주의인민공화국과 러시아에 인접해 있어 국경 개방 도시로 지정되어 있다. 시의 인구는 25만여 명이고, 이 중 조선족이 약 45%를 차지한다.
주변 도시에는 투먼시와 왕칭현, 러시아의 블라디보스토크가 있다

## 역사
고구려 시대에는 책성부가 있어서, 동방지배의 거점이 되었다. 8세기에는 발해가 이 지역에 동경용원부(훈춘 시 팔연성)를 설치하여 동해를 건너 일본으로 향하는 해로의 중심지로 삼았다. 발해는 동해를 남해라고 불렀으며, 발해에서 일본으로 가는 많은 배가 포시예트 만에서 출발하였다. 발해 문왕 784년 -793년에는 임시로 수도로 이용되기도 했다. 이후 상경용천부(흑룡강 무단장 시, 닝안 시 발해 진)로 천도했다.
발해가 멸망한 후에는 여진족의 땅이 되었다. 청나라 시대에는 금지령이 공포된 1644년(순치 원년)부터 청나라에 의해 정착이 엄격하게 제한되어 있었던 시절에서는 1714년(강희 53년)에 훈춘협령이 설치되어 닝고탑 부도총(1870년 길림 장군 관할이 됨)의 관할로 되어 있었다. 1881년(광서 7년), 협령이 폐지되고 새로이 훈춘부도총(1889년 훈춘부, 1910년에 훈춘청으로 개편)을 설치하고 정착을 허용하고, 정착 사업의 진척과 함께 인구가 증가했다. 중화민국이 성립되자 1913년(중화민국 2년) 청 제도 폐지와 함께 훈춘현이 됐다. 1920년 훈춘사건이 발생했다. 1988년 6월 14일 현급시로 승격되어 훈춘 시로 개칭됐다. 1991년 개방도시, 1992년 국경개방도시로 지정됐다.

## 지리
남쪽은 두만강을 경계로 라선특별시, 동쪽은 러시아 프리모르스키 지방과 국경을 접하고 있다. 동해에서는 15km, 하산스키 군 포시예트와 철도로 연결되어 있으며, 러시아 하산스키 군 자루비노 항구와 63km 떨어져 있다. 훈춘-우란하오터 고속도로로 연결되어 있다.

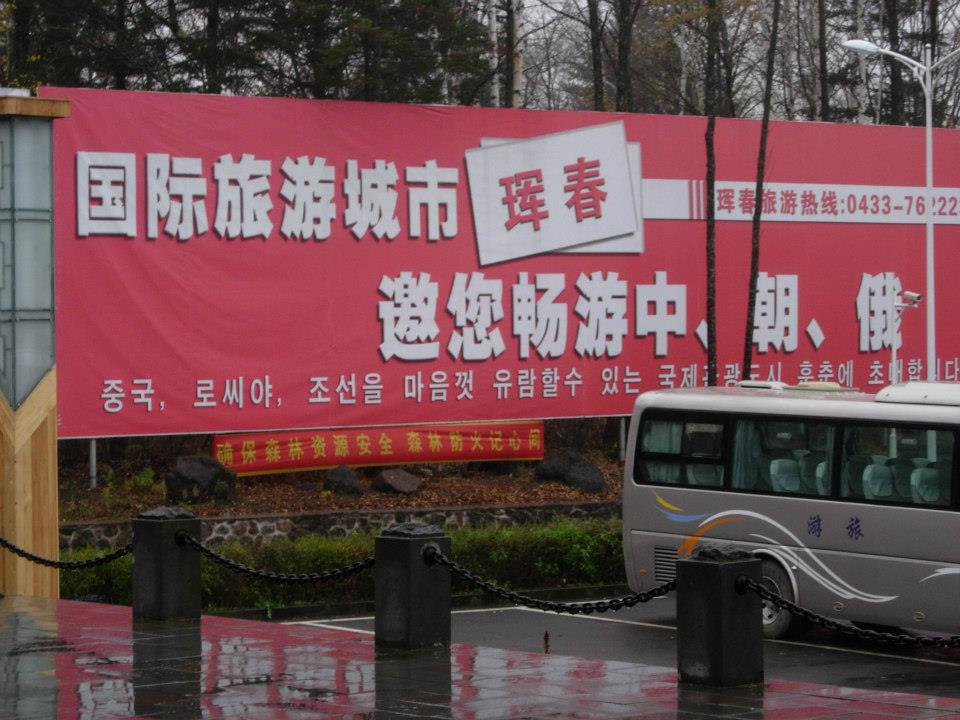
훈춘이 중화인민공화국, 러시아, 조선민주주의인민공화국의 접경지역임을 나타내는 백두산 입구 주차장의 표지판

## 행정 구역
4개의 가도(街道), 4개의 진(鎭), 3개의 향(郷), 2개의 민족향(民族郷)과 1개의 국경 경제 합작구가 위치해 있다.
- 가도(街道)
  - 신안 가도(중국조선어: 신안가도, 중국어 간체자: 新安街道)
  - 징허 가도(중국조선어: 정화가도, 중국어 간체자: 靖和街道)
  - 허난 가도(중국조선어: 하남가도, 중국어 간체자: 河南街道)
  - 진하이 가도(중국조선어: 근해가도, 중국어 간체자: 近海街道)
- 진(鎭)
  - 춘화 진(중국조선어: 춘화진, 중국어 간체자: 春化镇)
  - 징신 진(중국조선어: 경신진, 중국어 간체자: 敬信镇)
  - 반스 진(중국조선어: 판석진, 중국어 간체자: 板石镇)
  - 잉안 진(중국조선어: 영안진, 중국어 간체자: 英安镇)
- 향(鄕)
  - 하다먼 향(중국조선어: 합달문향, 중국어 간체자: 哈达门乡)
  - 마촨쯔 향(중국조선어: 마천자향, 중국어 간체자: 马川子乡)
  - 미장 향(중국조선어: 밀강향, 중국어 간체자: 密江乡)
- 민족향(民族郷)
  - 싼자쯔 만족 향(중국조선어: 삼가자만족향, 중국어 간체자: 三家子满族乡; 만주어:ᡳᠯᠠᠨ ᠪᠣᠣ 
ᠮᠠᠨᠵᡠ 
ᡠᡴᠰᡠᡵᠠ 
ᡤᠠᡧᠠᠨ ilan boo manju uksura gašan)
  - 양파오 만족 향(중국조선어: 양포만족향, 중국어 간체자: 杨泡满族乡; 만주어: ᠶᠠᠩᡦᠣᠣ 
ᠮᠠᠨᠵᡠ 
ᡠᡴᠰᡠᡵᠠ 
ᡤᠠᡧᠠᠨ yangpoo manju uksura gašan)

## 기후
| 훈춘시의 기후                                                 | 훈춘시의 기후 | 훈춘시의 기후 | 훈춘시의 기후 | 훈춘시의 기후 | 훈춘시의 기후 | 훈춘시의 기후 | 훈춘시의 기후 | 훈춘시의 기후 | 훈춘시의 기후 | 훈춘시의 기후 | 훈춘시의 기후 | 훈춘시의 기후 | 훈춘시의 기후 |
| 월                                                            | 1월           | 2월           | 3월           | 4월           | 5월           | 6월           | 7월           | 8월           | 9월           | 10월          | 11월          | 12월          | 연간          |
| ------------------------------------------------------------- | ------------- | ------------- | ------------- | ------------- | ------------- | ------------- | ------------- | ------------- | ------------- | ------------- | ------------- | ------------- | ------------- |
| 역대 최고 기온 °C (°F)                                        | 9.2 (48.6)    | 12.4 (54.3)   | 20.3 (68.5)   | 33.6 (92.5)   | 33.4 (92.1)   | 36.9 (98.4)   | 35.6 (96.1)   | 36.2 (97.2)   | 31.3 (88.3)   | 27.3 (81.1)   | 19.3 (66.7)   | 9.9 (49.8)    | 36.9 (98.4)   |
| 일평균 최고 기온 °C (°F)                                      | −5.1 (22.8)   | −0.5 (31.1)   | 6.2 (43.2)    | 14.6 (58.3)   | 19.7 (67.5)   | 22.8 (73.0)   | 25.8 (78.4)   | 26.8 (80.2)   | 23.1 (73.6)   | 15.8 (60.4)   | 4.8 (40.6)    | −3.4 (25.9)   | 12.6 (54.6)   |
| 일일 평균 기온 °C (°F)                                        | −10.5 (13.1)  | −6.5 (20.3)   | 0.2 (32.4)    | 7.7 (45.9)    | 13.1 (55.6)   | 17.3 (63.1)   | 21.2 (70.2)   | 22.0 (71.6)   | 16.8 (62.2)   | 9.1 (48.4)    | −0.6 (30.9)   | −8.2 (17.2)   | 6.8 (44.2)    |
| 일평균 최저 기온 °C (°F)                                      | −15.2 (4.6)   | −12.1 (10.2)  | −5.3 (22.5)   | 1.6 (34.9)    | 7.8 (46.0)    | 13.4 (56.1)   | 17.8 (64.0)   | 18.3 (64.9)   | 11.6 (52.9)   | 3.3 (37.9)    | −5.1 (22.8)   | −12.5 (9.5)   | 2.0 (35.5)    |
| 역대 최저 기온 °C (°F)                                        | −27.7 (−17.9) | −27.9 (−18.2) | −24.1 (−11.4) | −7.3 (18.9)   | −0.8 (30.6)   | 5.6 (42.1)    | 8.9 (48.0)    | 8.7 (47.7)    | −1.7 (28.9)   | −9.2 (15.4)   | −21.2 (−6.2)  | −23.4 (−10.1) | −27.9 (−18.2) |
| 평균 강수량 mm (인치)                                         | 8.9 (0.35)    | 8.4 (0.33)    | 14.2 (0.56)   | 31.5 (1.24)   | 76.4 (3.01)   | 83.6 (3.29)   | 136.5 (5.37)  | 122.9 (4.84)  | 76.3 (3.00)   | 37.3 (1.47)   | 21.8 (0.86)   | 8.8 (0.35)    | 626.6 (24.67) |
| 평균 강수일수 (≥ 0.1 mm)                                      | 2.3           | 3.1           | 4.8           | 7.0           | 13.4          | 14.4          | 15.1          | 14.2          | 9.5           | 6.1           | 5.3           | 3.7           | 98.9          |
| 평균 강설일수                                                 | 3.8           | 4.5           | 4.8           | 1.8           | 0             | 0             | 0             | 0             | 0             | 0.7           | 4.8           | 5.3           | 25.7          |
| 평균 상대 습도 (%)                                            | 53            | 52            | 54            | 58            | 69            | 80            | 84            | 81            | 75            | 64            | 59            | 56            | 65            |
| 평균 월간 일조시간                                            | 189.9         | 197.2         | 230.6         | 220.5         | 213.6         | 179.3         | 161.4         | 178.8         | 217.3         | 212.5         | 169.5         | 169.1         | 2,339.7       |
| 가능 일조율                                                   | 65            | 66            | 62            | 55            | 47            | 39            | 35            | 42            | 59            | 63            | 59            | 61            | 54            |
| 출처: 중국기상국 (평년값: 1991년~2017년, 극값: 1981년~2010년) |               |               |               |               |               |               |               |               |               |               |               |               |               |

## 자매결연도시
- 일본 돗토리현 사카이미나토시
- 대한민국 강원특별자치도 속초시
- 대한민국 경상북도 포항시